# Eurynomeus siebereri
Eurynomeus siebereri är en insektsart som beskrevs av Schmidt 1926. Eurynomeus siebereri ingår i släktet Eurynomeus och familjen vedstritar. Inga underarter finns listade i Catalogue of Life.